# Wyższa Wojskowa Tajna Policja
Wyższa Wojskowa Tajna Policja – tajna policja w Królestwie Kongresowym, zorganizowana w 1817 przez senatora Nikołaja Nowosilcowa.
Pierwszym jej naczelnikiem był Konstanty van der Noot, były funkcjonariusz francuskiej policji tajnej, major dyżurstwa Sztabu Głównego i dowódca eskorty przybocznej wielkiego księcia Konstantego.
Od 1816 roku sekretarzem van der Noota był Mateusz Szley, współpracował z nim były agent wywiadu rosyjskiego fryzjer-perukarz Stanisława Augusta Tobiasz Mackrott, który wciągnął do służby swego syna Henryka. Po śmierci van der Noota w 1818 roku kierował nią do 1823 roku  Jerzy Kempen. Po jego śmierci stanowisko jego objął Schley.
Liczba ujawnionych w 1831 roku donosicieli i tzw. obserwatorów Schleya wynosiła 117.